# Cyperus gilesii
Cyperus gilesii är en halvgräsart som beskrevs av George Bentham. Cyperus gilesii ingår i släktet papyrusar, och familjen halvgräs. Inga underarter finns listade i Catalogue of Life.